# 圣佩德罗-德托托拉县
聖佩德羅-德托托拉县（西班牙語：Provincia de San Pedro de Totora），是玻利維亞的县份，位於該國西部，屬於奧魯羅省的一部分，县府設於托托拉，面積1,412平方公里，2001年人口4,941，2001年人口密度每平方公里3.5人。